# Svetlana Malahova-Shishkina
Svetlana Malahova-Shishkina née le 27 mars 1977 à Serebryansk, est une fondeuse kazakhe. Active entre 1995 et 2011, elle a participé à quatre reprises aux Jeux olympiques d'hiver entre 1998 et 2010 où elle a terminé dixième du 10 km libre. Elle a obtenu son seul podium en Coupe du monde en février 2007 à l'occasion d'un 10 km libre à Changchun, avec une troisième place.

## Palmarès

### Jeux olympiques
| Édition / Épreuve   | 5 km      | 10 km | 10 km     | 15 km | Poursuite 2 × 7,5 km | 30 km | 30 km     | Relais   |
| Édition / Épreuve   | classique | libre | classique |       | Poursuite 2 × 7,5 km | libre | classique | 4 × 5 km |
| Nagano 1998         | 35e       |       |           | 49e   | 42e                  | 30e   |           |          |
| Salt Lake City 2002 |           |       | 21e       | 33e   | 24e                  |       | 16e       | 11e      |
| Turin 2006          |           |       | 14e       |       | 12e                  | 40e   |           | 13e      |
| Vancouver 2010      |           | 10e   |           |       | 25e                  |       | 42e       | 9e       |

### Championnats du monde
Elle compte huit participations aux Championnats du monde entre 1997 et 2011, obtenant comme meilleurs résultats une quatrième place en relais en 2003 et trois septièmes places en 2005, au 10 km libre, en relais et en sprint par équipes.

### Coupe du monde
- Meilleur classement général : 32e en 2006.
- 1 podium individuel : 1 troisième place.